# In the Morning
«In the Morning» (с англ. — «Утром»), полное название «마.피.아 In the Morning» (англ. Mafia in the Morning, с англ. — «Мафия утром») — песня южнокорейской женской группы Itzy, выпущенная 30 апреля 2021 года на лейбле JYP Entertainment как ведущий сингл с их четвёртого мини-альбома Guess Who. 14 мая также была выпущена английская версия сингла.
Продюсером трека выступил основатель и генеральный директор JYP Пак Чинён, композитором стал он же вместе с южнокорейскими песенниками Lyre, Kass и Ли Хан Солем, авторами текста — Пак Чинён, Danke, Lyre и Kass. Песня записана в жанре хип-хоп с примесью данс-трэпа.
Песня получила смешанные оценки критиков. Часть из них хвалила группу за экспериментальность и неожиданный стиль, другие критики наоборот ругали песни за излишнюю прямолинейность и использование рэпа без какого-либо смешения и без «выдумок».

## Предыстория и релиз
12 апреля 2021 года в официальных аккаунтах группы Itzy и на официальном сайте JYP Entertainment был выложен треклист четвёртого мини-альбома группы, который получил название Guess Who. «In the Morning» был заявлен как ведущий сингл с данного альбома. Начиная со следующего дня лейбл начал выкладывать фототизеры будущей работы в аккаунтах группы и её членов в соцсетях. Первый видеотизер появился на официальном канале лейбла 26 апреля. На следующий день был опубликован второй. 28 апреля был опубликован третий видеотизер будущего клипа.
Сингл и клип были выпущены одновременно 30 апреля 2021 года, в один день с мини-альбомом. 14 мая 2021 года также была выпущена исключительно англоязычная версия песни. Клип на неё не снимали, вместо этого на канале лейбла появилось лирик видео. Он был выпущен всего через неделю после предыдущего, получившего название «Trust Me (Midzy)», который был посвящён фандому группы.

## Запись
- Запись инструментала и продюсирование были проведены в музыкальной студии LYRE Lair в 2021 году;
- Аудиомонтаж, запись вокала и сведение в JYPE Studios, «домашней» студии JYP Entertainment;
- Мастеринг был проведён в Sterling Sound, США.

## Композиция
Песня навеяна [историями о] мафии, оборотнях, где главному герою приходится скрывать свои эмоции и действовать совершенно иначе [нежели в обычной жизни]. В песне говорится о том, что это связано с завоеванием чьего-то сердца. Эта песня — способ показать себя с разных сторон. Выступление тоже будет чем-то особенным, как и сама песня. Так что я очень хочу, чтобы вы тоже [как и мы] с нетерпением ждали выступления.
Песня была написана директором JYP Пак Чинёном вместе с Lyre, Kass и Danke. Жанр песни был охарактеризован как танцевальный хип-хоп трек с элементами данс-попа и трэпа, основными темами которого стали таинственность и неизведанность, чей припев базируется на «триповом» синтезаторе. Сингла записан в тональности си минор, темп составляет 140 ударов в минуту, а длиться она 2 минуты и 52 секунды.
«In the Morning» повествует о похищении девушками сердца своего возлюбленного. Её название представляет собой отсылку к популярной игре для вечеринок в кругу друзей под названием Мафия и является метафорой стремления попасть в ловушку отношений или захватить в неё кого-то. В ней группа сравнивает себя с мафией, поскольку по тексту песни клянутся завоевать своего будущего партнёра.

## Видеоклип
Видеоработа появилась на официальном Ютуб-канале в один день с релизом трека. Её режиссёром выступил Бан Чжэ Ёб. Клип, как и текст, вдохновлён популярной интеллектуальной игрой Мафия. Он начинается с того, участницы группы легко сливаются с окружением одинаково одетых манекенов. В припеве и далее они выходят из тени, как мафия в ночи и демонстрируют синхронные хореографические движения в различных декорациях, один из которых украшен самурайскими мечами, а второй окружён пламенем.
Видео набрало 50 миллионов просмотров за три дня и более 70 миллионов за неделю. 100 миллионов просмотров оно набрало к 22 мая, то есть за 22 полных дня, быстрее, чем все предыдущие клипы группы. На январь 2022 оно набрало более 191 миллионов просмотров. 2 мая 2021 года была загружена танцевальная практика на видео, по состоянию на январь 2022 года имеющее более 23 миллионов просмотров.

## Критика
Дивьяша Донгре в статье для индийской версии журнала Rolling Stone отметила, что «In the Morning» — это песня, в которой группа проводит эксперимент с более мрачными темами. Она назвала её захватывающей танцевальной трэп-композицией, в которой группа использует разные вокальные стили, чтобы соответствовать «триповому» синтезатору трека в припеве. Габриэла Сумампов, мельбурнский критик журнала Vice, охарактеризовала композицию как мощный танцевальный хип-хоп трек с мрачным оттенком.
София Рамли из британского журнала NME, которая оценила альбом в целом на 4 звезды из 5, охарактеризовала сингл как зажигательную работу, состоящую в основном из разделённых между тремя участницами рэп-куплетов, в то время как остальные две «успокаивают» в мелодичном припеве. Она написала, что этот трек проявляет все черты летнего хита жанра, поскольку он дерзкий и напористый, что типично для синглов группы. Однако при этом София назвала его самым скучным треком группы со времён «Icy», выпущенного в 2019 году.
Тамар Херман в статье для гонконгской газеты South China Morning Post охарактеризовала работу Itcy как сочный хип-хоп трек, наполненный грубоватой читкой в куплете, но при этом с лёгким, мягковатым припевом. Бенджамин Джеф, главный редактор колонки Billboard K-Town, в статье для американского журнала Forbes назвал песню «зловещим хип-хоп синглом», одним из самых смелых и экспериментальных треков группы.
Минсу Джошуа Ким в статье для американского онлайн-журнала Pitchfork, оценив альбом в средний бал в 5,5 из 10, назвала «In the Morning» песней, в которой Itcy, к сожалению, отклонились от заданного курса, и, вместо того, чтобы смешивать жанры делают всё в одном и излишне прямолинейном. По её мнению, в куплетах данной песни есть нотки Карди Би, но в остальном песня была охарактеризована Минсу как подобная творчеству BLACKPINK, но без их «стадионного размаха». Она считает, что Itzy, как и всем корейским группам, например их коллегам по лейблу Stray Kids, не идёт прямолинейный хип-хоп, а более подходит жанровое смешение.

### Слушатели
Песня заняла лидирующую позицию в чарте развлекательного портала Soompi, который был составлен посредством голосования пользователей портала в мае 2021 года. Автор статьи на K-pop портале Allkpop, аккумулировав комментарии пользователей, пришёл к выводу о неоднозначной их реакции как на клип, так и на песню.

## Коммерческий успех
«In the Morning» дебютировал на 22 месте в чарте Global Excl U.S. с 36,2 миллионами загрузок за пределами США, а также на 34-м месте в чарте Global 200, что стало самым высоким показателем группы в обоих случаях. Itzy стала таким образом второй женской группой из Южной Кореи (после BLACKPINK), которая неоднократно попадала в последний рейтинг. В ежемесячном чарте синглов Gaon песня заняла 11 место с 68 669 492 загрузками, по итогам первой половины 2021 года — 88 со 124 986 207 загрузками.
| Чарт (2021)                               | Высшая позиция |
| ----------------------------------------- | -------------- |
| Канада (Billboard Canadian Hot 100)       | 97             |
| Мир (Global 200, Billboard)               | 34             |
| Мир (Global Excl. U.S.)                   | 22             |
| Япония (Japan Hot 100)                    | 36             |
| Малайзия (RYM)                            | 8              |
| Новая Зеландия (RMNZ)                     | 12             |
| Сингапур (RYAS)                           | 2              |
| Республика Корея (Gaon)                   | 10             |
| Республика Корея (K-pop Hot 100)          | 7              |
| Великобритания (OCC UK Indie)             | 49             |
| США (World Digital Song Sales, Billboard) | 3              |

| Чарт (2021)             | Высшая позиция |
| ----------------------- | -------------- |
| Республика Корея (Gaon) | 11             |

| Чарт (2021)             | Позиция |
| ----------------------- | ------- |
| Республика Корея (Gaon) | 89      |

## Награды
| Программа     | Телеканал | Дата        | Источник |
| ------------- | --------- | ----------- | -------- |
| M Countdown   | Mnet      | 6 мая 2021  | [ 41 ]   |
| M Countdown   | Mnet      | 13 мая 2021 | [ 42 ]   |
| Show Champion | MBC M     | 12 мая 2021 | [ 43 ]   |
| Music Bank    | KBS       | 14 мая 2021 | [ 44 ]   |
| Inkigayo      | SBS       | 16 мая 2021 | [ 45 ]   |

| Год  | Организация/фестиваль   | Премия                                         | Источник |
| ---- | ----------------------- | ---------------------------------------------- | -------- |
| 2021 | Asian Pop Music Awards  | Песня года                                     | [ 46 ]   |
| 2021 | Mnet Asian Music Awards | Лучшее танцевальное представление. Гёрл-группа | [ 47 ]   |
| 2021 | Mnet Asian Music Awards | Песня года                                     | [ 47 ]   |
| 2022 | Gaon Chart Music Awards | Песня года — Апрель                            | [ 48 ]   |
| 2022 | Golden Disc Awards      | Digital Bonsang                                | [ 49 ]   |